# J-multiplicitet
Inom matematiken är j-multipliciteten en generalisering av Hilbert–Samuelmultiplicitet. För m-primära ideal är de två beteckningarna identiska.

## Definition
Låt {\displaystyle (R,{\mathfrak {m}})} vara en lokal noethersk ring av Krulldimension {\displaystyle d>0}. Då är j-multipliciteten av ett ideal I
{\displaystyle j(I)=j(\operatorname {gr} _{I}R)}
där {\displaystyle j(\operatorname {gr} _{I}R)} är normaliserade koefficienten av termen av grad d − 1 i Hilbertpolynomet {\displaystyle \Gamma _{\mathfrak {m}}(\operatorname {gr} _{I}R)}; {\displaystyle \Gamma _{\mathfrak {m}}} är rummet av sektioner stödda vid {\displaystyle {\mathfrak {m}}}.